# Katharina Opalińska

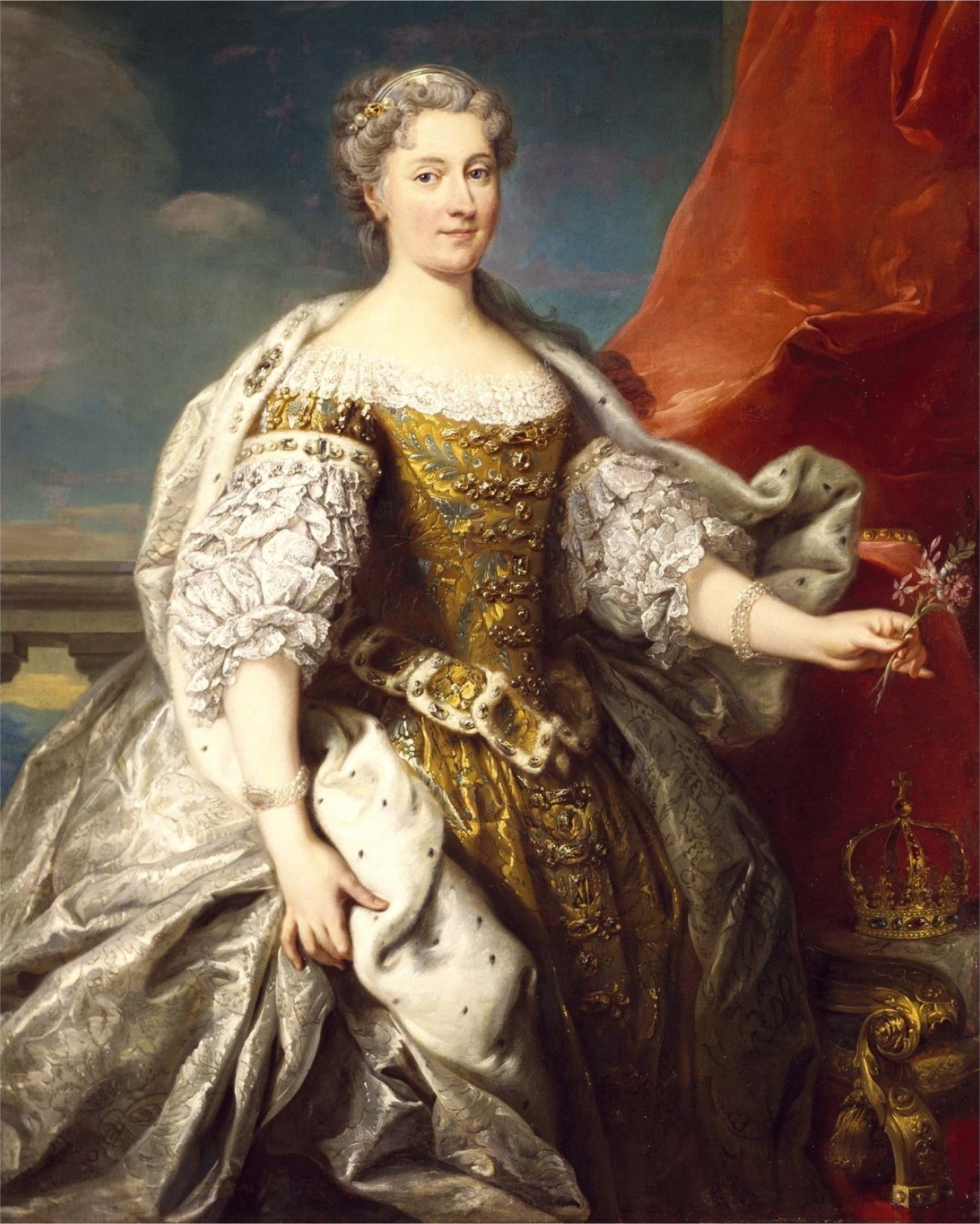
Königin Katharina Leszczyńska, geborene Opalińska

Katharina Opalińska (polnisch Katarzyna Opalińska; * 13. Oktober 1680 in Posen; † 19. März 1747 in Lunéville) war durch Heirat mit Stanislaus I. Leszczyński Königin von Polen, Großfürstin von Litauen, Herzogin von Lothringen und Bar. Sie entstammte dem Adelsgeschlecht der Opalińskis.

## Leben
Sie wurde als Tochter von Graf Jan Karol Opaliński und dessen Gemahlin Zofia Anna Czarnkowska in Posen geboren.
Im Mai 1698 heiratete sie in Krakau Stanislaus I. Leszczyński, der von 1704 bis 1709 und von 1733 bis 1736 gewähltes Staatsoberhaupt von Polen-Litauen war. Das Paar hatte zwei Töchter:
- Anna Leszczyńska (1699–1717)
- Maria Leszczyńska (1703–1768), verheiratet mit dem französischen König Ludwig XV.

Am 4. Oktober 1704 wurden Stanislaus und Katharina in der Kathedrale von Warschau zum König und zur Königin von Polen gekrönt. Vier Jahre später wurde ihr Gemahl gestürzt. Von 1709 bis 1711 lebte das Paar in Stettin und von 1711 bis 1714 im schwedischen Kristianstad. Nach Aufenthalten in Deutschland siedelten sie sich schließlich in Wissembourg in Frankreich an. Nach der Heirat ihrer Tochter mit dem französischen König erhielten sie Schloss Chambord als Wohnschloss. 1737 wurde ihr Gemahl zum Herzog von Lothringen und Bar ernannt und sie lebten von nun an in Lunéville in Lothringen.
Am 19. März 1747 verstarb Katharina, sie wurde in Nancy in der Kirche Notre-Dame de Bon Secours an der Seite ihres Gemahls und dem Herzen ihrer Tochter, der französischen Königin, beigesetzt.